# Seznam nevládnoucích větví říšských knížecích rodů
Tento článek přináší seznam vedlejších nepanujících větví jednotlivých rodů říšských knížat spolu se základními biografickými údaji. Seznam zatím není úplný. U uvedených dynastií jsou zmíněny veškeré vedlejší větve (tzv. sekundogenitury), nikoli ale všechny mateřské dynastie. Stejný barevný podklad znamená totožnou mateřskou dynastii. V seznamu jsou uvedeny nejprve rody „starých říšských knížat“ a následně, počínaje Lobkowiczi rody „knížat nových“ (hranicí mezi „starými“ a „novými“ knížaty je rok uvedení na říšský sněm: 1582). Zejména pro novoknížecí rody platí, že do seznamu nejsou zahrnuty ty vedlejší rodové linie, které se dočkaly výslovného vlastního povýšení do knížecího stavu (mají tedy vlastní knížecí titul). Vedlejší nevládnoucí linie oddělené až po zániku Svaté říše římské, 6. srpna 1806, nejsou v seznamu uvedeny vůbec.    

## Vedlejší větve staroknížecích rodů
| Rod                                                            | Jméno sekundogenitury                         | První kníže                                               | Datum odštěpení sekundogenitury | Datum vymření | Závislé knížectví či léno | Krajské stavovství          | Poznámka |
| -------------------------------------------------------------- | --------------------------------------------- | --------------------------------------------------------- | ------------------------------- | --- | --- | --------------------------- | --- |
| Württembergové                                                 | Württemberg-Neuenstadt (I)                    | vévoda Heinrich I.                                        | 1617 (7. června)                | 1631 | Ne, jako apanáž užívali bývalé říšské panství Neuenstadt am Kocher | ne                          | |
| Württembergové                                                 | Württemberg-Neuenstadt (II.)                  | vévoda Fridrich I.                                        | 1649 (7. října)                 | 1742 | Ne, jako apanáž užívali bývalé říšské panství Neuenstadt am Kocher, bývalé říšské hrabství Weinsberg a württemberskou prefekturu (Amt) Möckmühl | ne                          | |
| Württembergové                                                 | Württemberg-Neuenbürg (I.)                    | vévoda Magnus                                             | 1617 (7. června)                | 1622 | Ne, jako apanáž užíval vévoda prefekturu Neuenbürg | ne                          | Nejmladší syn vládnoucího vévody Fridricha I. Württemberského, linie vyhasla již s jeho smrtí |
| Württembergové                                                 | Württemberg-Neuenbürg (II.)                   | vévoda Ulrich                                             | 1651                            | 1671 | Ne, jako apanáž užíval vévoda prefekturu Neuenbürg | ne                          | Mladší bratr vládnoucího vévody Eberharda III., linie vyhasla již s jeho smrtí. |
| Württembergové                                                 | Württemberg-Weiltingen                        | vévoda Julius Fridrich                                    | 1617 (7. června)                | 1651 (pokračovala jako linie Württemberg-Oels) | Ne, jako apanáž užívali bývalá říšská zboží Weiltingen a Brenz | ne                          | |
| Württembergové                                                 | Württemberg-Oels                              | vévoda Silvius Nimrod von Württemberg-Weiltingen          | 1648 (15. prosince)             | 1697/1761/1792 | Olešnické knížectví | ne                          | Druhorozený syn vévody Julia Fridricha z Württembergu-Weiltingenu, Silvius Nimrod se r. 1647 oženil s kněžnou Alžbětou Marií Minsterberskou z Poděbrad, čímž získal Olešnicko a stal se praotcem slezských Württembergů. |
| Württembergové                                                 | Württemberg-Bernstadt                         | vévoda Christian Ulrich von Württemberg-Oels              | 1672                            | 1697/1761 | Bernštadtské knížectví | ne                          | |
| Württembergové                                                 | Württemberg-Juliusburg-Bernstadt              | vévoda Julius Siegmund von Württemberg-Oels               | 1672                            | 1745 | - Dobroszycké knížectví (1672-97) - Bernštadtské knížectví (1697–1745) | ne                          | Druhý a poslední vévoda Karl vyměnil r. 1697 s druhým olešnickým vévodou Christianem Ulrichem I. Dobroszyce (Juliusburg) za uvolněný Bierutów (Bernstadt) |
| Württembergové                                                 | Württemberg-Wilhelminenort                    | vévoda Christian Ulrich (II.) von Württemberg-Oels        | 1704                            | 1744 (pokračovala jako Württemberg-Oels) | Grzozowiecké knížectví | ne                          | Po rezignaci třetího olešnického vévody Karla Friedricha II. († 1761) v roce 1744 nastoupil druhý vévoda z Grzozowiece (Wilhelminenortu), Karl Christian, vládu v Olešnicku a o rok později zdědil i Bernštadt, čímž opět celé Olešnicko sjednotil. Roku 1792 umírá jako poslední mužský člen slezské větve Württembergů. |
| Württembergové                                                 | Württemberg-Winnental                         | vévoda Friedrich Carl                                     | 1677                            | 1733 (ujala se vlády v samotném Württembersku po vymření hlavní linie rodu)                                                                          | Ne, jako apanáž užívala zámek Winnental s městem Winnenden a okolím | ne                          | Katolická větev rodu, r. 1733 nastoupila na trůn. |
| Este-Welfové (Knížectví Lüneburg-Celle)                        | Braunschweig-Harburg                          | kníže Otto I., vévoda brunšvicko-lüneburský               | 1527                            | 1642 | Harburské knížectví | ne                          | - První kníže byl nejstarším synem panujícího knížete Heinricha I. Lünebursko-Cellského, protože uzavřel morganatický sňatek, musel se samostatné vlády vzdát a přijmout sekundogeniturní knížectví - Sídelní město Harburg (dnes součást Hamburku) bylo centrem autonomního knížectví v rámci Lünebursko-cellského knížectví. Po vymření harburské sekundogenitury se vrátilo pod přímou správu. |
| Este-Welfové (Knížectví Lüneburg-Celle)                        | Braunschweig-Gifhorn                          | kníže Franz, vévoda brunšvicko-lüneburský                 | 1539                            | 1549 | Gifhornské knížectví | ne                          | - První kníže byl třetím synem panujícího knížete Heinricha I. Lünebursko-Cellského - Větev vyhasla po meči již s prvním knížetem, Gifhorn se vrátil Lünebursko-cellskému knížectví |
| Este-Welfové (Knížectví Lüneburg-Celle)                        | Braunschweig-Dannenberg                       | kníže Heinrich, vévoda brunšvicko-lüneburský              | 1559                            | 1671 (od r. 1635 větev vládla v Brunšvicku, vymřela po meči r. 1884)                                                                                 | Dannenberské knížectví (od r. 1559 prefektura Dannenberg, od r. 1592 také prefektury Hitzacker a Lüchow, od r. 1617 ještě prefektura Wustrow) | ne                          | - První kníže byl třetím synem (nejstarším, doživším se dospělosti) knížete Ernsta I. "Vyznavače" Lünebursko-Cellského. Protože se oženil s Ursulou Sasko-Lauenburskou proti vůli rodiny, musel předat vládu mladšímu bratrovi Wilhelmovi a vzít za vděk sekundogeniturním knížectvím. - Roku 1671 vrátili Dannenberské knížectví Lünebursko-cellskému knížectví |
| Este-Welfové (Knížectví Brunšvicko-Wolfenbüttel)               | Braunschweig-Bevern (I.)                      | kníže Ferdinand Albrecht I., vévoda brunšvicko-lüneburský | 1667                            | 1735 (větev převzala celé Brunšvicko-wolfenbüttelské knížectví                                                                                       | Ne, jako apanáž držela větev zámek a prefukturu (Amt) Bevern u městečka Holzminden | ne                          | - První kníže byl čtvrtým synem panujícího brunšvicko-wolfenbüttelského vévody Augusta II. - Roku 1735 nastoupila větev vládu v Brunšvicku-Wolfenbüttelsku |
| Este-Welfové (Knížectví Brušvicko-Wolfenbüttel)                | Braunschweig-Bevern (II.)                     | princ Ernst Ferdinand, vévoda brunšvicko-lüneburský       | 1735                            | 1809 | Ne, jako apanáž držela větev zámek a prefukturu (Amt) Bevern u městečka Holzminden | ne                          | - Ernst Ferdinand byl pátým synem prvního knížete z Bevern, Ferdinanda Albrechta I. Když Ernstův bratr a druhý kníže Ferdinand Albrecht II. r. 1735 získal vévodský trůn v Brunšviku, získal Ernst majetek bývalé sekundogenitury a fakticky založil sekundogenituru novou. - V této mladší linii z Bevern byl obvyklý i pro hlavu rodu titul princ (Prinz) z Bevern, namísto kníže (Fürst) z Bevern. Snad na připomínku toho, že žádné Bevernské knížectví neexistovalo. |
| Este-Welfové (Knížectví Brušvicko-Wolfenbüttel)                | Braunschweig-Oels                             | vévoda Friedrich August, vévoda brunšvicko-lüneburský     | 1792 (13. prosince)             | 1805 | Olešnické knížectví | ne                          | - Friedrich August I. byl čtvrtý syn panujícího brunšvického knížete Karla I., sňatkem s Friederikou Sophií Württembersko-Olešnickou získal Olešnické knížectví. - Linie vyhasla již smrtí prvního bezdětného vévody, Olešnicko přešlo na hlavní větev panujících brunšvických vévodů, v jejichž rukou zůstalo až do vymření rodu r. 1884. |
| Oldenburgové (Šlesvicko-holštýnsko-sonderburská linie)         | Schleswig-Holstein-Sonderburg                 | vévoda Johann, zvaný "Mladší"                             | 1566                            | 1708 (dále ostatní linie, za dědickou bývá považována linie Franzhagen)                                                                              | Šlesvicko-holštýnsko-sonderburské vévodství (1581–1667) – nacházelo se v různých oddělených částech Šlesvicka-Holštýnska, r. 1622 omezeno rodovým dělení na jižní polovinu ostrova Als |                             | První vévoda byl třetím synem krále Kristiána III. |
| Oldenburgové (Šlesvicko-holštýnsko-sonderburská linie)         | Schleswig-Holstein-Sonderburg-Ærø             | vévoda Christian                                          | 1622                            | 1633 | Šlesvicko-holštýnsko-ærøské (ostrovní) vévodství (1622–1633) |                             | První a jediný vévoda byl nejstarším synem vévody Johanna Mladšího, po jeho smrti byl ostrov Ærø rozdělen mezi čtyři Christianovy bratry z větví Norburg, Sonderburg, Glücksburg a Plön (viz níže) |
| Oldenburgové (Šlesvicko-holštýnsko-sonderburská linie)         | Schleswig-Holstein-Sonderburg-Norburg         | vévoda Johann Adolf                                       | 1622                            | 1729 | Šlesvicko-holštýnsko-norburské vévodství (1622–1669) – nacházelo se v severní polovině ostrova Als | ne                          | První vévoda byl pátým (třetím dožitým) synem vévody Johanna Mladšího, protože zemřel o dva roky později bez potomků, následoval ho jeho mladší bratr Friedrich (šestý, resp. čtvrtý z bratrů v pořadí) s čímž se počítalo již při dělení dědictví v roce 1622 |
| Oldenburgové (Šlesvicko-holštýnsko-sonderburská linie)         | Schleswig-Holstein-Sonderburg-Glücksburg (I.) | vévoda Philipp                                            | 1622                            | 1779 | Šlesvicko-holštýnsko-glücksburské vévodství (1622–1779) | ne                          | První vévoda byl sedmým (pátým dožitým) synem vévody Johanna Mladšího |
| Oldenburgové (Šlesvicko-holštýnsko-sonderburská linie)         | Schleswig-Holstein-Sonderburg-Plön            | vévoda Joachim Ernst                                      | 1622                            | 1706 (dále linie Plön-Norburg a Rethwisch) | Šlesvicko-holštýnsko-plönské vévodství (1622–1706) Šlesvicko-holštýnsko-norburské vévodství (1670–1704) |                             | První vévoda byl desátým (šestým dožitým) synem vévody Johanna Mladšího |
| Oldenburgové (Šlesvicko-holštýnsko-sonderburská linie)         | Schleswig-Holstein-Sonderburg-Augustenburg    | vévoda Ernst Günther                                      | 1660                            | 1931 | ne, jako apanáž užívali zámek Augustenborg na ostrově Als s okolím, posléze přikoupili další statky ve Šlesvicku a Dolním Slezsku (např. Przemków) | ne                          | - První vévoda byl třetím synem druhého sonderburského vévody Alexandra - Z této větve pocházela poslední německá císařovna Augusta Viktoria |
| Oldenburgové (Šlesvicko-holštýnsko-sonderburská linie)         | Schleswig-Holstein-Sonderburg-Beck            | vévoda August Philipp                                     | 1627                            | Ž (od r. 1825 pod jménem Schleswig-Holstein-Sonderburg-Glücksburg (II.))                                                                             | ne, jako apanáž užívali statek Beck v Löhne (dnes Severní Porýní-Vestfálsko), později drželi několik statků ve Východním Prusku a poč. 19. století se vrátili do Šlesvicka-Holštýnska (Wellingsbüttel u Hamburku, Glücksburg) | ne                          | - První vévoda byl pátým synem (čtvrtým dožitým) druhého sonderburského vévody Alexandra - Předkové současné královské rodiny dánské, norské, (již nepanující) řecké a britského korunního prince Charlese |
| Oldenburgové (Šlesvicko-holštýnsko-sonderburská linie)         | Schleswig-Holstein-Sonderburg-Wiesenburg      | vévoda Philipp Ludwig                                     | 1664                            | 1744 | ne, jako apanáž užívali saské panství Wiesenburg v Podkrušnohoří, sňatkem získali od Lichtenštejnů panství Velké Meziříčí na Moravě | ne                          | - První vévoda byl osmým (pátým dožitým) synem druhého sonderburského vévody Alexandra - Příslušníci větve konvertovali ke katolické víře - S predikátem Durchlaucht pro veškeré potomky od 5. dubna 1731. |
| Oldenburgové (Šlesvicko-holštýnsko-sonderburská linie)         | Schleswig-Holstein-Sonderburg-Franzhagen      | vévoda Christian Adolph I.                                | 1667                            | 1709 | ne | ne                          | Prvním vévoda byl druhým synem (prvorozeným dožitým) třetího sonderburského vévody Johanna Christiana, ač patřil do hlavní linie, obohatil jméno o predikát von Franzhagen, podle statku v Lauenbursku, získaného sňatkem. Jméno Schleswig-Holstein-Sonderburg převzal vévodův strýc Adolf Heinrich (druhorozený syn vévody Alexandra Sonderburského), který se morganaticky oženil, odešel do Slezska a založil tzv. katolickou větev rodu, která však nebyla považována za součást rodiny (vymřela po meči r. 1727 a její členové působili jako kapitulní kanovníci ve Vratislavi a Olomouci).                       |
| Oldenburgové (Šlesvicko-holštýnsko-sonderburská linie)         | Schleswig-Holstein-Sonderburg-Plön-Norburg    | vévoda Joachim Friedrich                                  | 1704                            | 1761 | Šlesvicko-holštýnsko-norburské vévodství (1704–1729); Šlesvicko-Holštýnsko-plönské vévodství (1706–1761) |                             | První vévoda byl druhým synem prvního plönského vévody Joachima Ernsta, po vymření hlavní plönské linie zdědil rod |
| Oldenburgové (Šlesvicko-holštýnsko-sonderburská linie)         | Schleswig-Holstein-Sonderburg-Plön-Rethwisch  | vévoda Joachim Ernst II.                                  | 1671                            | 1729 | Šlesvicko-holštýnsko-rethwischské vévodství (1671–1729) |                             | První vévoda byl třetím synem prvního plönského vévody Joachima Ernsta |
| Niklotovci (Meklenbursko-zvěřínské vévodství)                  | Mecklenburg-Grabow                            | vévoda Friedrich                                          | 1658                            | 2001 | ne, jako apanáž drželi městečko Grabow s okolím | ne                          | První vévoda byl starším synem z druhého manželství panujícího meklenbursko-zvěřínského vévody Adolfa Friedricha I. Druhý vévoda Christian Ulrich I. a po něm i jeho dva bratři zdědili r. 1692 vládu v Meklembursku-Zvěřínsku |
| Niklotovci (Meklenbursko-zvěřínské vévodství)                  | Mecklenburg-Mirow                             | vévoda Karl                                               | 1658                            | 1675 | ne, jako apanáž drželi majetek sekularizované johanitské komendy Mirow | ne                          | První vévoda a po něm jeho bratr, druhý a poslední vévoda Johann Georg, byli druhým, resp. třetím synem z prvního manželství panujícího meklenbursko-zvěřínského vévody Adolfa Friedricha I. |
| Hohenzollernové                                                | Brandenburg-Jägerndorf                        | markrabě Jan Jiří                                         | 1606                            | 1622 | Krnovské knížectví | ne                          | První (a zároveň poslední) krnovský vévoda byl druhorozeným synem braniborského kurfiřta Joachima Friedricha, po porážce českého stavovského povstání byl Jan Jiří jako jeden ze stavovských vůdců r. 1622 Krnovska zbaven. |
| Hohenzollernové (Braniborsko-Prusko)                           | Brandenburg-Schwedt                           | markrabě Philipp Wilhelm                                  | 1692 (3. března)                | 1788 | ne, jako apanáž drželi město Schwedt s okolím | ne                          | První markrabě byl pátým synem (prvním z druhého manželství) braniborského kurfiřta Fridricha Wilhelma, ke konci 18. století sekundogenitura vymřela po meči a majetek se vrátil do držby pruských králů |
| Hohenzollernové (Braniborsko-bayreuthské markrabství)          | Brandenburg-Kulmbach                          | markrabě Georg Albert                                     | 1655                            | 1763 | ne | ne                          | První markrabě byl mladším synem vládnoucího markraběte Christiana Braniborsko-Bayreuthského. Třetí markrabě Georg Friedrich Carl se r. 1726 stal vládnoucím braniborsko-bayreuthským markrabětem, čímž kulmbašská sekundogenitura de facto zanikla. |
| Askánci (Anhaltsko-bernburské knížectví)                       | Anhalt-Bernburg-Plötzkau                      | kníže August, vévoda sasko-engernský                      | 1611                            | 1847 | Knížectví Anhaltsko-Plötzkau (1611–1665) (Pod svrchovaností Anhaltsko-bernburského knížectví) | ne                          | První kníže byl čtvrtým synem anhaltského vládnoucího knížete Jáchyma Arnošta. Při bratrském dělení r. 1606 rezignoval pro dluhy na vlastní vládu a na rozdíl od bratrů se spokojil s finanční náhradou a posléze se závislým knížectvím. Jeho syn a třetí kníže Leberecht zdědil roku 1665 vládu v Anhaltsku-Köthensku a Plötzkau vrátil bernburským příbuzným, čímž sekundogenitura fakticky zanikla. |
| Askánci (Anhaltsko-köthenské knížectví)                        | Anhalt-Köthen-Warmsdorf                       | kníže August Ludwig, vévoda sasko-engernský               | 1718                            | 1728 | ne, jako apanáž užíval kníže bývalé hrabství Warmsdorf | ne                          | Linie vyhasla již s prvním knížetem a majetek se vrátil opět knížatům anhaltsko-köthenským. |
| Lotrinští (Lotrinské vévodství)                                | Guise                                         | princ Claude de Lorraine, hrabě z Guise, pán z Joinville  | 1506                            | 1675 (dále linie Aumale, Mayenne, Chevreuse, Elbeuf a Lambesc)                                                                                       | Državy rodu ležely ve Francii mimo Lotrinsko, francouzská panství byla běžně označována tituly (vévodství, knížectví, hrabství, vicehrabství apod.), ale neměla v období novověku žádnou zvláštní autonomii. Rod držel Hrabství Guise (1508–1688, od r. 1528 vévodství), Baronii Mayenne (1508–1563, od r. 1544 markrabství), Panství Joinville (1508–1688, od r. 1552 knížectví), Hrabství Aumale (1513–1550, od r. 1547 vévodství), Baronii Elbeuf (1528–1550), Hrabství Eu (1633–1660) a Vévodství Joyeuse (1647–1688)                                          | ne                          | Druhorozený syn panujícího lotrinského vévody Reného II. Po otci postupně zdědil statky Lotrinků ve Francii: Guise, Joinville Aumalle a Elbeuf. Další francouzská léna získal rod postupně například sňatky |
| Lotrinští (Lotrinské vévodství)                                | Guise-Aumale                                  | princ Claude de Lorraine, vévoda z Aumale                 | 1550                            | 1631 | Obecné: Viz Guise, Vévodství Aumale (1563–1638), Markrabství Mayenne (1563–1573) | ne                          | Třetí syn vévody Clauda I. de Guise |
| Lotrinští (Lotrinské vévodství)                                | Guise-Mayenne                                 | princ Charles II. de Lorraine, vévoda z Mayenne           | 1573                            | 1621 | Obecné: Viz Guise, Vévodství Mayenne (1573–1621, r. 1573 povýšeno na vévodství) | ne                          | Druhorozený syn Françoise I., druhého vévody z Guise |
| Lotrinští (Lotrinské vévodství)                                | Guise-Chevreuse                               | princ Claude de Lorraine-Guise, vévoda z Chevreuse        | 1606                            | 1657 | Obecné: Viz Guise, Vévodství Chevreuse (1606–1657) | ne                          | - Třetí syn Henriho I., třetího vévody z Guise - Po meči vyhasla linie již s prvním vévodou, který zanechal jen dcery |
| Lotrinští (Lotrinské vévodství)                                | Guise-Elbeuf                                  | princ René II. de Lorraine, markýz z Elbeufu              | 1550                            | 1763 (dále vedlejší větve Harcourt a Lillebonne | Obecné: Viz Guise, Markrabství Elbeuf (1550–1763, od r. 1582 vévodství), Vicehrabství (později hrabství Lillebonne (1550–1657), Panství Rieux (1556–1763, od r. 1605 hrabství), Hrabství Harcourt (1566–1605), Baronie Ancenis (kol. 1570–cca 1590) | ne                          | Osmý a nejmladší vévody Clauda I. de Guise |
| Lotrinští (Lotrinské vévodství)                                | Guise-Harcourt                                | princ François Louis, hrabě z Harcourtu                   | 1657                            | 1747 | Obecné: Viz Guise, Hrabství Harcourt (1605–1747) | ne                          | - Třetí syn Charlese II., druhého vévody z Elbeufu - Hrabství Harcourt získal rod dědictvím od strýce prvního hraběte: Henriho z větve Lambesc (viz níže) - Počínaje třetím hrabětem Alphonsem (hlavou rodu 1694–1719) začal rod neoprávněně užívat titul kníže z Harcourtu |
| Lotrinští (Lotrinské vévodství)                                | Guise-Lillebonne (Lothringen-Commercy)        | princ François Maria de Lorraine, hrabě z Lillebonne      | 1657                            | 1702 | Obecné: Viz Guise, Hrabství Lillebonne (1657–1701), Knížectví Commercy (1661–1702, na rozdíl od ostatních držav Guisů šlo o část Lotrinska, nikoli Francie) | ne                          | - Čtvrtý syn Charlese II., druhého vévody z Guise - Rod užíval od počátku neoprávněně titul kníže z Lillebonne - Syn prvního hraběte a poslední z rodu po meči: Karl Franz, císařský polní maršál přestal užívat jmen Guise či Elbeuf a je znám pod jménem Lothringen-Commercy podle údělného knížectví v Lotrinsku, které mu přiznal vévoda Karel IV. |
| Lotrinští (Lotrinské vévodství)                                | Lothringen-Vaudémont-Mercœur                  | princ Nicolas de Lorraine, hrabě z Vaudémontu             | 1548                            | 1602 | Rod držel majetky zčásti v Lotrinsku a zčásti ve Francii. Pouze državy v Lotrinsku ale měly autonomní status. Ve Francii bylo sice zvykem šlechtická panství titulovat, právně je to ale neodlišovalo (viz Guise). Lotrinsko: Hrabství Vaudémont (1548–1601), Panství Nomény (1558–1602, od r. 1567 říšské markrabství), Hrabství Chaligny (1569–1593) Francie: Panství Mercœur (1563–1606, od r. 1569 vévodství), Vévodství Penthièvre (1576–1669), Baronie Ancensis (asi 1590–1669)                                                                              | ne                          | Druhorozený syn vévody Antonína, původně byl určen pro duchovní dráhu a působil jako biskup métský a verdunský, r. 1548 na biskupství rezignoval ve prospěch strýce Jeana. |
| Lotrinští (Lotrinské vévodství)                                | Lothringen-Vaudémont-Chaligny                 | princ Henri de Lorraine, hrabě z Chaligny                 | 1577                            | 1672 | Ne, jako apanáž držel rod Hrabství Chaligny v Lotrinsku, Henri II. získal před r. 1600 také francouzské Markrabství Mouy | ne                          | - Nejstarší syn vévody Nicolase z Mercœur - Titul hraběte ze Chaligny přešel po smrti prvního prince, který zemřel v dětském věku postupně na dva bratry: Érica a (kardinála) Charles, oba biskupy verdunské a poté na 9. z bratrů: Henriho (resp. druhého ze třetího Nicolasova manželství) v jehož rodě se stal dědičným, ale rod vymřel již v další generaci. Hrabství se vrátilo panující linii. |
| Hesenští (Hesensko-kasselské lankrabství)                      | Hessen-Rothenburg (I.)                        | lankrabí Herrmann (IV.)                                   | 1627 (12. února)                | 1658 | Lankrabství Hesensko-Rotenbursko (též část tzv. Rothenburger Quart, tj. Rothenburské čtvrtky s centrem ve městě Rotenburg an der Fulda) |                             | První a jediný lankrabí byl čtvrtým synem (druhým synem z druhého manželství) vládnoucího lankraběte Mořice Hesensko-Kasselského. Linie vyhasla již s prvním lankrabím, dědicem se stala sekundogenitura v Reinfelsu (viz níže). |
| Hesenští (Hesensko-kasselské lankrabství)                      | Hessen-Rheinfels-(Rothenburg)                 | lankrabí Ernst I.                                         | 1649 (3. března)                | 1834 | Tzv. Dolní hrabství (Niedergrafschaft) Katzenelnbogen na Rýně (1649–1806) s centrem v levobřežním hradu Rheinfels (1649–1735, součást hrabství, posléze odstoupena Hesensku-Kasselsku) pod volnou svrchovaností Hesenska-Kasselska. Roku 1658 zděděna i většina z Rothenburger Quart za ztrátu Hrabství Katzenelnbogen po vyhlášení Rýnského spolku, získáno rozhodnutím Vídeňském kongresu náhradou r. 1821 Ratibořské vévodství, Knížectví Corvey a část Panství Treffurt - vše autonomní panství pod svrchovaností Pruského království (drženo v l. 1821–1834). |                             | První lankrabí byl osmým synem (šestým synem z druhého manželství) vládnoucího lankraběte Mořice Hesensko-Kasselského. Roku 1652 konvertoval s celým rodem ke katolictví. Po vymření rodu připadla Rothenburger Quart opět Hesenskému kurfiřtství, autonomní statky v Prusku pak knížeti Viktorovi z Hohenlohe-Schilingfürstu, bratrovi pozdějšího říšského kancléře Chlodwiga. |
| Hesenští (Hesensko-kasselské lankrabství)                      | Hessen-Eschwege                               | lankrabí Friedrich                                        | 1632                            | 1655 | Lankrabství Hesensko-Eschwege (též část tzv. Rothenburger Quart) (1632–1655) |                             | Šestý syn (čtvrtý syn z druhého manželství) vládnoucího lankraběte Mořice Hesensko-Kasselského. Po jeho smrti připadlo Eschwege Hermannovi z rothenburské linie, čímž došlo k opětnému sjednocení Rothenburger Quart. |
| Hesenští (Hesensko-kasselské lankrabství)                      | Hessen-Wanfried                               | lankrabí Karl                                             | 1676                            | 1731, dále viz Hessen-Wanfried-Rheinfels | Lankrabství Hesensko-Wanfried (též část tzv. Rothenburger Quart) (1672–1755), hrad a okrsek Rheinfels (1676–1711/35, vráceno Hesensku-Kasselsku), dále třetinový podíl na nedílu (Ganerbschaft) Treffurt v západním Durynsku (1676–1731/36) - vše pod hesensko-kasselskou svrchovaností |                             | První lankrabí byl druhým synem Arnošta I. z Hesenska-Rheinfelsu-Rothenburgu. Roku 1676 musel z politických důvodů abdikovat a stáhl se pod ochranu Francouzů na hrad Rheinfels. Synům předal statky ve Wanfriedu a Reinfelsu (viz níže). Po smrti Karlova prvorozeného syna Wilhelma r. 1731 připadlo vše Wilhelmovu bratru Christianovi z linie Wanfried-Reinfels (viz níže) |
| Hesenští (Hesensko-kasselské lankrabství)                      | Hessen-Wanfried-Rheinfels                     | lankrabí Christian                                        | 1676                            | 1755 | Hrad a panství Rheinfels (1711–1735, předáno Hesensku-Kasselsku), Lankrabství Hesensko-Wanfried (též část tzv. Rothenburger Quart) (1672–1755), dále třetinový podíl na nedílu (Ganerbschaft) Treffurt v západním Durynsku (1676–1736) - vše pod hesensko-kasselskou svrchovaností |                             | První lankrabí byl druhým synem lankraběte Karla z Hesenska-Wanfriedu, který se r. 1676 stáhl na Rheinfels, který ale přepsal na syna Christiana. Linie vymřela již s prvním lankrabím a majetky získala hlavní větev sekundogenitury Hessen-Rothenburg. |
| Hesenští (Hesensko-kasselské lankrabství)                      | Hessen-Philippsthal                           | lankrabí Philipp I.                                       | 1685                            | 1925, dále viz Hessen-Philippsthal-Barchfeld | ne, jako apanáž drželi bývalý klášter Kreuzberg, přestavěný na zámek jménem Philippsthal a okolní statky | ne                          | První lankrabí byl třetím synem panujícího lankraběte Viléma VI. Hesensko-Kasselského |
| Hesenští (Hesensko-kasselské lankrabství)                      | Hessen-Philipsthal-Barchfeld                  | lankrabí Wilhelm                                          | 1721                            | Ž | ne, jako apanáž drželi zámek Wilhelmsburg v Barchfeldu s okolím | ne                          | První lankrabí byl třetím synem Philippa, prvního lankraběte von Hessen-Philippsthal. |
| Hesenští (Hesensko-darmstadtské lankrabství)                   | Hessen-Homburg                                | lankrabí Fridrich I.                                      | 1622                            | 1866 | Lankrabství Hesensko-Hombursko (1768–1806) (původně apanážované statky) |                             | - První lankrabí byl pátým a nejmladším dospělosti se doživším synem vládnoucího lankraběte Jiřího I. Hesensko-Darmstadtského. - Apanáž roku 1768 pozvednuta na vlastní lankrabství s téměř říšsky bezprostředním lenním vztahem. Přesto si Hesensko-Darmstadtsko zajistilo některá svrchovaná práva. Vídeňský kongres a Německý spolek r. 1817 zajistily obnovu lankrabství, zaniklého r. 1806 jako zcela suverénního státu. Zaniklo vymřením rodu r. 1866. - Za druhého lankraběte Wilhelma Christopha se větev nazývala také Hessen-Bingenheim                                                                      |
| Hesenští (Hesensko-darmstadtské lankrabství)                   | Hessen-Braubach                               | lankrabí Johann                                           | 1643                            | 1651 | ne, jako apanáž užíval lankrabě statky Braubach, Eppstein a Ober-Katzenelnbogen | ne                          | První a jediný lankrabí byl druhým synem vládnoucího lankraběte Ludvíka V. Hesensko-Darmstadtského, po jeho smrti se statky vrátily do držby panujícího rodu |
| Hesenští (Hesensko-darmstadtské lankrabství)                   | Hessen-Itter                                  | lankrabí Georg III.                                       | 1660                            | 1676 | ne, jako apanáž užíval lankrabě užíval bývalé říšské Panství Itter a zámek s městečkem Vöhl. |                             | První a jediný lankrabí byl druhým synem vládnoucího lankraběte Jiřího II. Hesensko-Darmstadtského, po jeho smrti se statky vrátily do držby panujícího rodu |
| Wettinové (Saské kurfiřtství)                                  | Sachsen-Merseburg                             | vévoda Christian                                          | 1657 (22. dubna)                | 1731 | Sasko-merseburské vévodství (1657–1731) (Sestávalo z Dolnolužického markrabství, bývalého biskupského knížectví Merseburg a saských okresů (Amt) Delitzsch, Zörbig, Finsterwalde, Bitterfeld, Schkeuditz, Zwenkau, Lützen a Lauchstädt). |                             | - První vévoda byl třetím synem kurfiřta Jana Jiřího I. Saského - S predikátem Durchlaucht v linii vládců od 18. června 1689 a s predikátem "okněžněný hrabě z Hennebergu" pro celý rod od 16. října 1693. |
| Wettinové (Saské kurfiřtství)                                  | Sachsen-Zeitz                                 | vévoda Moritz                                             | 1657 (22. dubna)                | 1718 | Sasko-zeitské vévodství (1657–1718) (Sestávalo z biskupského knížectví Naumburg-Zeitz, Fojtlandu, Neustadtského kraje ( Neustädter Kreis), okresů (Amt) Schleusingen, Suhl a Kühndorf v okněžněném hrabství Henneberg a z okresů Pegau a Tautenburg v Sasku) |                             | - První vévoda byl druhým synem kurfiřta Jana Jiřího I. Saského - S predikátem "Okněžněný hrabě z Hennebergu" pro celý rod a s predikátem Durchlaucht v linii vládců od 16. října 1693, dále se stejným predikátem ad personam pro prince Christiana Augusta, kardinála a arcibiskupa ostřihomského, císařského principálního komisaře od 3. října 1705. |
| Wettinové (Sasko-gothajsko-altenburské vévodství)              | Sachsen-Römhild                               | vévoda Heinrich                                           | 1680 (24. února)                | 1710 | Sasko-römhildské vévodství (1680–1710) | ne                          | - První vévoda byl čtvrtým synem sasko-gothajsko-altenburského vévody Arnošta I. - Vévodská linie vymřela již s prvním vévodou, vévodství se však nevrátilo zcela zpěrt do rukou vládnoucí gothajské linie, nýbrž bylo rozděleno mezi Sasko-Gothu-Altenburg, Sasko-Meiningen, Sasko-Coburg a Sasko-Hildburghausen |
| Wettinové (Sasko-gothajsko-altenburské vévodství)              | Sachsen-(Coburg)-Saalfeld                     | vévoda Johann Ernst                                       | 1680 (24. února)                | Ž | Sasko-saalfeldské vévodství (1680–1735); Sasko-cobursko-saalfeldské vévodství (1735–1805) | Hornosaský kraj (1735–1806) | - První vévoda byl sedmým synem sasko-gothajsko-altenburského vévody Arnošta I. - V roce 1735 získal (první) vévoda soudní cestou statky kolem Coburgu a výrazně zvětšil svůj majetek. Ač byl seniorem rodu Ernestinů, stále nezískal plnou říšskou bezprostřednost, neboť Sasko-Coburg byl nadále předmětem sporu mezi linií Sachsen-Saalfeld a panujícími vévody sasko-meiningenskými. Teprve roku 1805 uznána plná říšská bezprostřednost (v l. 1805–1806 tak patřili k panujícím říšským knížatům) - Od roku 1826 se rod nazývá Sachswen-Coburg-Gotha a pochází z něj mj. britští panovníci počínaje Eduardem VII. |
| Wettinové (Sasko-gothajsko-altenburské vévodství)              | Sachsen-Eisenberg                             | vévoda Christian                                          | 1680 (24. února)                | 1707 | Sasko-eisenberské vévodství (1680–1707) | ne                          | První a jediný vévoda byl pátým synem sasko-gothajsko-altenburského vévody Arnošta I. Linie vyhasla již smrtí prvního vévody, vévodství připadlo opět vládnoucím gothajským vévodům |
| Wittelsbachové (Falcko-zweibrückensko-birkenfeldské knížectví) | Pfalz-Zweibrücken-Birkenfeld-Gelnhausen       | falckrabě Johann Karl                                     | 1675                            | Ž, roku 1965 přešel titul adopcí vévody Maxe Emanuela (v současnosti, tj. r. 2017, dosud žijícího) přešel titul na linii bavorských následníků trůnu | ne, jako apanáž užíval rod město Gelnhausen s okolím. Poté, co vládnoucí falckrabí získal r. 1787 bavorský kurfiřtský stolec a po ztrátě Falce mírem v Lunéville obdržela vedlejší linie dědičné místodržitelství ve Vévodství Berg jako apanáž (od 17. prosince 1803) | ne                          | - První falckrabí byl nejmladším synem falcko-zweibrückensko-birkenfeldské ho falckraběte Christiana I. a původně sloužil jako císařský generál - S titulem "vévoda v Bavorsku" (Herzog in Bayern) na základě rodinné dohody od 16. února 1799 - Z této větve Wittelsbachů pocházela např. rakouská císařovna Alžběta |

## Vedlejší větve novoknížecích rodů
| Rod                                                                                 | Jméno sekundogenitury                                                                                           | První kníže                              | Datum odštěpení sekundogenitury | Datum vymření | Závislé knížectví či léno | Krajské stavovství | Poznámka |
| ----------------------------------------------------------------------------------- | --- | ---------------------------------------- | ------------------------------- | ------------- | --- | ------------------ | --- |
| Lobkowiczové (Okněžněné hrabství Störnstein)                                        | žádný oficiální název, neoficiálně jezeřská nebo mělnická větev (Eisenberger resp. Melniker Linie)              | kníže Jan Jiří Kristián                  | 1722 (4. srpna)                 | Ž             | ne, jako apanáž užíval rod panství v Čechách: sňatkem zděděné Jezeří (1722–1752), a od roku 1763 opět sňatkem získaná panství Hořín a Mělník | ne                 | První kníže byl pátým synem (třetím doživším se dospělosti) knížete Ferdinanda Augusta, vévody zaháňského                                                             |
| Fürstenbergové (Okněžněné hrabství Fürstenberg)                                     | žádný oficiální název, neoficiálně Fürstenberg-Stühlingen-Pürglitz nebo česká větev (Böhmische Linie)           | kníže Karl Egon                          | 1762 (29. dubna)                | Ž             | ne, jako apanáž užíval rod české panství Křivoklát, kam patřily statky Lány, Krušovice a další a také panství Králův Dvůr                    | ne                 | - První kníže byl mladším synem prvního fürstenbersko-stühlingenského knížete Josefa Viléma. - V roce 1804 nastoupila tato větev vládu po vymřelé panující větvi rodu |
| Lichtenštejnové (Lichtenštejnské knížectví)                                         | žádný oficiální název, neoficiálně Liechtenstein-Kromau či Karlische Linie                                      | kníže Karel Boromejský Josef             | 1772 (10. února)                | 1908          | ne, jako apanáž užíval rod panství Moravský Krumlov a některá další na Moravě a v Rakousku                                                   | ne                 | První kníže byl mladším synem prince Emanuela a bratrem knížete Františka Josefa I., který v roce 1772 zdědil vládu v Lichtenštejnsku po strýci Josefu Václavovi      |
| Thurn-Taxisové (Okněžněné hrabství Friedberg-Scheer a Knížectví Buchau)             | žádný oficiální název, neoficiálně česká větev (Böhmische Linie) nebo Maxmiliánova linie (Maxmilianische Linie) | princ Maxmilián Josef Thurn-Taxis        | 1773 (17. března)               | Ž             | ne, jako apanáž užíval rod panství Dobrovice a Loučeň v Čechách, kde v 19. a 20. století získal i další majetky (Biskupice, Zdounky, Mcely)  | ne                 | První kníže (princ) byl mladším synem panujícího knížete Alexandra Ferdinanda                                                                                         |
| Schwarzenbergové (Okněžněné hrabství Schwarzenberg a Okněžněné lankrabství Kletgau) | žádný oficiální název, neoficiálně orlická sekundogenitura (Worliker Linie)                                     | kníže Karel (I.) Filip ze Schwarzenbergu | 1802                            | Ž             | ne, jako apanáž užíval rod řadu českých panství (Orlík, Čimelice, Tochovice aj.)                                                             | ne                 | První kníže byl třetím synem (druhým doživším se dospělosti) knížete Jana Nepomuka I., vévody krumlovského                                                            |

## Genealogická schémata říšských knížecích rodů (rozvětvenější dynastie)
Nevládnoucí linie jsou tučně zvýrazněny

### Württembergové
1. Württemberg-Stuttgart (-1733) - vládcové Württemberska
  1. Württemberg-Mömpelgard I. (1553–1593)
  2. Württemberg-Mömpelgard II. (1617–1723)
  3. Württemberg-Neuenstadt I. (1617–1631)
  4. Württemberg-Neuenbürg I. (1617–1622)
  5. Württemberg-Neuenstadt II. (1649–1742)
  6. Württemberg-Neuenbürg II. (1651–1671)
  7. Württemberg-Weiltingen-Oels (1617–1697)
    1. Württemberg-Bernstadt-Oels (1672–1761)
    2. Württemberg-Juliusburg-Bernstadt (1672–1745)
    3. Württemberg-Wilhelminenort-Oels (1704–1792)

  8. Württemberg-Winnental (1677-) - do roku 1733 nevládnoucí sekundogenitura, pak vládcové Württemberska

### Este-Welfové
1. vévodové brunšvicko-lüneburští (1235-)
  1. starší lüneburská linie (1267–1369)
  2. starší brunšvická linie (1267-)
    1. starší brunšvická linie "a" (1279–1292)
    2. Braunschweig-Grubenhagen (1279–1596)
    3. Braunschweig-Göttingen (1279–1345)
      1. Braunschweig-Göttingen "a" (1345–1463)
      2. Braunschweig-Wolfenbüttel I (1345–1388)
        1. Braunschweig-Wolfenbüttel I "a" (1388–1400)
        2. Braunschweig-Lüneburg I (1388–1409)
          1. prostřední brunšvická linie (1409–1635)
            1. Braunschweig-Braunschweig (1432–1473)
            2. Braunschweig-Calenberg I (1432–1495)
              1. Braunschweig-Calenberg-Göttingen (1495–1584)
              2. Braunschweig-Wolfenbüttel II (1495–1635)

          2. prostřední lüneburská linie (1409-)
            1. Braunschweig-Lüneburg II (1569–1705)
            2. Braunschweig-Danenberg (1569-)
              1. mladší brunšvická linie (1635–1884) - vládli Brunšvickému vévodství
              2. mladší lüneburská linie (1635-) - vládli Hannoverskému kurfiřtství a království

### Oldenburgové
Jako panující linie jsou uvedeny i takové, které vládly mimo území Svaté říše a nepatřily tedy k rodům vládnoucích říšských knížat 
1. Oldenburgové v Oldenburském hrabství (-1667)
  1. dánská královská linie I.  (1448–1863)
    1. Schleswig-Holstein-Hadersleben (1544–1581)
    2. Schleswig-Holstein-Gottorp (1544-) - od r. 1762 Holstein-Gottorp-Romanow (ruští carové)
      1. Schleswig-Holstein-Gottorp-Eutin (1750-) - od r. 1774 vládci Oldenburského vévodství a velkovévodství

    3. Schleswig-Holstein-Sonderburg (1566–1622) 
      1. Schleswig-Holstein-Sonderburg-Ærø (1622–1633)
      2. Schleswig-Holstein-Sonderburg-(Franzhagen) (1622–1709) - od r. 1667  nevládnoucí sekundogenitura
        1. Schleswig-Holstein-Sonderburg (1627–1708) - tzv. katolická linie
        2. Schleswig-Holstein-Sonderburg-Augustenburg (1627–)
        3. Schleswig-Holstein-Sonderburg-Beck (1627–) – od r. 1825 pod jménem Schleswig-Holstein-Sonderburg-Glücksburg II.
          1. Glücksburgové (1863–) – dánská královská linie II.
            1. Glücksburgové (1906–) – norská královská linie

        4. Schleswig-Holstein-Sonderburg-Wiesenburg (1627–1744)

      3. Schleswig-Holstein-Sonderburg-Norburg (1622–1729) – od r. 1669  nevládnoucí sekundogenitura
      4. Schleswig-Holstein-Sonderburg-Glücksburg I. (1622–1779)

### Hesenští
Morganatické větve rodu nejsou uvedeny ani pokud dosáhly knížecího hodnosti.
1. lankrabata hesenská (–1458)
  1. Hessen-Kassel (1458–1875) – od r. 1803 kurfiřti, v l. 1807–1815 a po r. 1866 ztratili vládnoucí postavení
    1. Hessen-Darmstadt (1567–1964) – od r. 1806 velkovévodové
      1. Hessen-Homburg (1622–1866) – do r. 1817 nevládnoucí sekundogenitura
      2. Hessen-Braubach (1643–1651)
      3. Hessen-Itter (1660–1676)

    2. Hessen-Rothenburg I. (1627–1658)
    3. Hessen-Eschwege (1632–1655)
    4. Hessen-Rheinfels-(Rothenburg II.) (1649–1834)
      1. Hessen-Wanfried (1676–1731)
        1. Hessen-Wanfried-Rheinfels (1676–1755)

    5. Hessen-Philipstal (1685–1925)
      1. Hessen-Philipstal-Barchfeld (1721–)

  2. Hessen-Marburg (1458–1500)

### Wettinové
Genealogické schéma rodu Wettinů je zjednodušeno na období od druhé poloviny 15. století po současnost (2018)
1. markrabata míšeňská – od r. 1423 kurfiřtové saští
  1. Albertinští Wettinové (1485–2012) – r. 1548 převzali kurfiřtskou hodnost, od r. 1806 saští králové
    1. Sachsen-Weißenfels (1657–1746)
    2. Sachsen-Merseburg (1657–1731)
    3. Sachsen-Zeitz (1657–1718)

  2. Ernestinští Wettinové (1485–) – v l. 1485–1548 saskými kurfiřty
    1. Sachsen-Coburg (1572–1633)
      1. Sachsen-Eisenach I. (1596–1638)

    2. Sachsen-Weimar (1572–) – od r. 1741 Sachsen-Weimar-Eisenach, od r. 1815 velkovévodové
      1. Sachsen-Altenburg I. (1603–1672)
        1. Sachsen-Eisenach II. (1640–1644)
        2. Sachsen-Gotha (1640–1825) - od r. 1681 pod názvem Sachsen-Gotha-Altenburg
          1. Sachsen-Eisenberg (1680–1707)
          2. Sachsen-Hildburghausen (1680–1991) - do r. 1702 nevládnoucí sekundogenitura, od r. 1825 pod názvem Sachsen-Altenburg
          3. Sachsen-Römhild (1680–1710)
          4. Sachsen-Saalfeld (1680–) – do r. 1805 nevládnoucí sekundogenitura, od r. 1710 pod názvem Sachsen-Coburg-Saalfeld, od r. 1825 pod názvem Sachsen-Coburg-Gotha
            1. belgičtí Koburkové (1830-) – belgická královská dynastie
            2. Sachsen-Koburg-Koháry (1831–1921) – katolická větev rodu, žila v Rakousku a Maďarsku
              1. portugalští Koburkové (1837–1932) – v l. 1837–1910 portugalská královská dynastie, poté ztráta vlády
              2. brazilští Koburkové (1846–) – následnická větev v Brazilském císařství, po svržení monarchie v Brazílii r. 1887 a po vymření hlavní linie Koháry se staly dědici jejich jména a statků
              3. bulharští Koburkové (1887–) – v l. 1887–1946 bulharská carská (královská) dynastie

            3. britští Koburkové (1901–) – britská královská a do r. 1947 také indická císařská dynastie.

          5. Sachsen-Meiningen (1681-) - od r. 1825 pod názvem Sachsen-Meiningen-Hilburghausen
          6. Sachsen-Coburg (1681–1735)

      2. Sachsen-Jena (1672–1690)
      3. Sachsen-Eisenach III. (1672–1741)